# زبان‌های خاموش
زبان‌های خاموش کتابی از یوهانس فریدریش است. 

## ترجمه
این کتاب با ترجمهٔ یدالله ثمره و بدرالزمان قریب در سال ۱۳۶۵ منتشر و در مراسم کتاب سال جمهوری اسلامی ایران به‌عنوان کتاب برگزیده معرفی شد.